# Challenger 1
El FV4030/4 Challenger 1 fue el carro de combate principal del Ejército Británico desde 1983 hasta mediados de los años noventa, cuando fue reemplazado por el Challenger 2. Actualmente es utilizado por las Fuerzas Armadas Reales Jordanas. Donde tras importantes modificaciones, en donde es conocido como Al-Hussein (Jordania). Las variantes jordanas fueron actualizadas al estándar del Challenger 2 y ahora están incorporando una torreta no tripulada denominada Falcon Turret. También Rumanía sigue manteniendo sus unidades.

## Desarrollo
El Challenger fue construido por la Royal Ordnance Factories (ROF). En 1986 la ROF (y la línea de producción del tanque) fue adquirida por Vickers Defence Systems, luego Alvis Vickers. El Challenger entró en servicio con el ejército británico en 1983 y la producción cesó en 1990. El precio estimado unitarios es de alrededor de 2 millones de libras esterlinas. La retirada del Challenger 1 del ejército británico comenzó en 1998 y fue completamente reemplazado por el Challenger 2 en 2001.

### Antecedentes
El diseño de la Military Vehicles and Engineering Establishment (MVEE) cercana a Chobham en Surrey estuvo originado en un encargo iraní por una versión mejorada del confiable Chieftain. Irán había comprado centenares de tanques Chieftain Mk5(P), versión desarrollada especialmente para ese país. En las mejoras encargadas se realizaron varios conceptos: FV4030/1, FV4030/2 Shir (León)1 y 4030/3 Shir 2. Irán encargó 125 tanques Shir 1 y 1.225 del Shir 2.
- El Shir 1 era un Chieftain mejorado. Estaba equipado con un motor turbodiésel Rolls-Royce CV12TCA de 12 cilindros y 1.200 hp a 2.300 rpm, acoplado a una transmisión automática David Brown TN37. El armamento estaba constituido por el cañón L11A5 de 120 mm. y sistema de dirección de tiro Marconi con telémetro láser.
- El Shir 2 era un modelo nuevo, aunque tuviera el mismo motor, cañón y sistema de control de tiro que el Shir 1. La novedad estaba en su casco y torre con blindaje Chobham, que proporcionaba una elevada protección contra armas contracarro, en particular contra los misiles de carga hueca. Su nueva suspensión hidroneumática posibilitaba que pudiera maniobrar con facilidad sobre distintos tipos de terreno y agilizaba los trabajos de reparación.

Pero con la revolución islámica de 1979 el pedido iraní quedó anulado, aunque ya estaba en proceso de fabricación. Jordania compró 278 tanques Khalid, prácticamente iguales a los Shir 1. Los Shir 2 acabarían siendo la base del Challenger 1'.
El proyecto británico MBT80 del ejército inglés para dotarse con un nuevo tanque en la década de los años 80 había fracasado. Se establecieron contactos entre las dos partes y finalmente se acordó que el proyecto del tanque Shir 2 fuera modificado para cumplir los requerimientos impuestos por el teatro de combate de Europa Occidental. Por un breve tiempo el tanque fue bautizado Cheviot antes de tomar el nombre Challenger, nombre que ya había sido utilizado por un tanque Cruiser de la Segunda Guerra Mundial.

### Diseño
El aspecto más revolucionario del diseño del Challenger 1 fue el blindaje Chobham, que da una protección muy superior al blindaje de acero convencional. Este blindaje ha sido adoptado por otros, el más notable es el M1 Abrams norteamericano.

### Servicio
El Ministerio de Defensa quería exportar el tanque, por lo que estaba interesado en mostrar sus capacidades en el Concurso de Trofeo del Ejército Canadiense (CAT 87), celebrado en Grafenwöhr. El equipo con mejor desempeño en las competiciones preparatorias fue el 2.º Royal Tank Regiment, pero sus Challengers no tenían la mira Térmica y de dirección de tiro(TOGS), lo que les pondría en desventaja frente a sus rivales. Los Húsares Reales tenían una escuadra de tanques con TOGS, pero dado que habían estado entrenando en Canadá no estaban preparados para la CAT ’87. Así que se decidió que 22 Challenger equipados con TOGS recién salidos de la línea de producción se destinaran a la competición, y que fueran los Husares quienes tomaran parte. En la competición los Húsares consiguieron quedaron últimos en el torneo. Después de los pobres resultados en 1985 con el Chieftain, y en 1987 con el Challenger, el ejército británico decidió retirarse indefinidamente de la competición. La competición marcó al tanque, dándole una mala reputación bastante inmerecida. El ejército no tardó en emitir el requerimiento para equiparse con un nuevo tanque. Las propuestas incluyeron un nuevo Challenger mejorado , el M1 Abrams, el francés Leclerc y el Leopard 2. El sustituto elegido fue el Challenger 2, basado en el mismo chasis pero con una nueva torre Vickers Private Venture Mk.7 y un blindaje Chobham mejorado.

### Exportación
En 1999 fueron comprados 288 tanques Challenger excedentes del ejército británico. Se recibieron a lo largo de un período de tres años, sustituyendo a los Centurión jordanos. En 2002 otros 100 tanques fueron transferidos.
Jordania decidió modificar a fondo sus Challengers para adaptarlos a sus necesidades, reemplazando la torre por una de desarrollo local que como novedad puede ser operada remota y/o automáticamente.

## Usuarios
- Reino Unido Ejército Británico,(420), remplazado por el Challenger 2.
  - 14.º/20.º Húsares del Rey
  - 13º/8.º de Húsares
  - 2º Royal Tank Regiment

- Jordania Real Fuerza Terrestre Jordana, 392 Challenger 1, modificados localmente al estándar conocido como al-Hussein.

- 🇷🇴 Rumania Fuerzas Terrestres Rumanas, 15 Challenger 1, comprados para buscar sustituir los TR-85, más tarde cancelado el proyecto quedando los Challenger 1 en territorio rumano

## Servicio operacional
180 Challenger fueron enviados a Arabia Saudita durante la operación Granby, la operación británica durante la Guerra del Golfo. Los Challenger se anotaron 300 blancos destruidos sin perder ningún vehículo. También tiene la distinción del blanco acertado a mayor distancia en la historia militar del combate entre tanques, destruyendo un tanque iraquí a unos 5'1 km de distancia.
En el despliegue inicial, la 7.ª Brigada Blindada envió dos regimientos (Queen’s Royal Irish Hussars y Royal Scots Dragoon Guards), cada uno con 57 Challenger 1 Mk.3. Los tanques fueron modificados para operaciones en el desierto, y además recibieron blindaje Chobham adicional a lo largo de los lados del casco y blindaje activo ERA en el frente. Las modificaciones incluyeron depósitos de combustible externos adicionales y un generador de humo. Había mucha preocupación sobre la fiabilidad de los Challenger. Antes del comienzo del despliegue de la Guerra del Golfo sólo el 22% de los Challenger 1 estaban operativos debido a averías y falta de repuestos.
En noviembre de 1990 se decidió añadir la 4.ª Brigada Mecanizada al despliegue, creando la 1.ª División Blindada (Reino Unido). La nueva brigada tenía un solo regimiento Challenger (King’s Hussars XIV/XX), equipados con 43 Challenger 1 Mk.2. Por ello fue reforzado por un escuadrón de los Life Guards. Estos tanques se mejoraron también, añadiendo blindaje de los contenedores de almacenamiento de munición de 120 mm, así como el blindaje adicional instalado en el Mark 3.
Durante la Operación Escudo del Desierto la 1.ª División Blindada (Reino Unido) fue puesta bajo el mando del VII Cuerpo, el puño blindado de encargado de destruir las fuerzas iraquíes. El VII Cuerpo cruzó la frontera saudita hacia Irak, y luego giró a Kuwait rodeando a los iraquíes y aislándolos. La 1.ª División Blindada (Reino Unido) era la unidad más al Este del sector del VII Cuerpo y sus tanques Challenger formaban la punta de lanza del avance. La división avanzó casi 350 km en 97 horas, destruyendo varias unidades iraquíes en una serie de batallas. Capturaron o destruyeron alrededor de 200 tanques y un número muy grande de vehículos blindados de transporte de personal, así como camiones, vehículos de reconocimiento, etc. La principal amenaza para el Challenger eran los tanques T-72M de la Guardia Republicana Iraquí. Por ello cada tanque británico recibió 12 proyectiles de uranio empobrecido (DU) L26A1 Jericho, pero durante la campaña no se encontró ningún T-72M. En combate el Sistema GPS y el Sistema TOGS de los Challengers resultaron ser decisivos, permitiendo que los ataques se hicieran de noche o con poca visibilidad.
También formó parte de la operación Joint Guardian, la operación de intervención en Kosovo liderada por la OTAN.

## Galería de imágenes

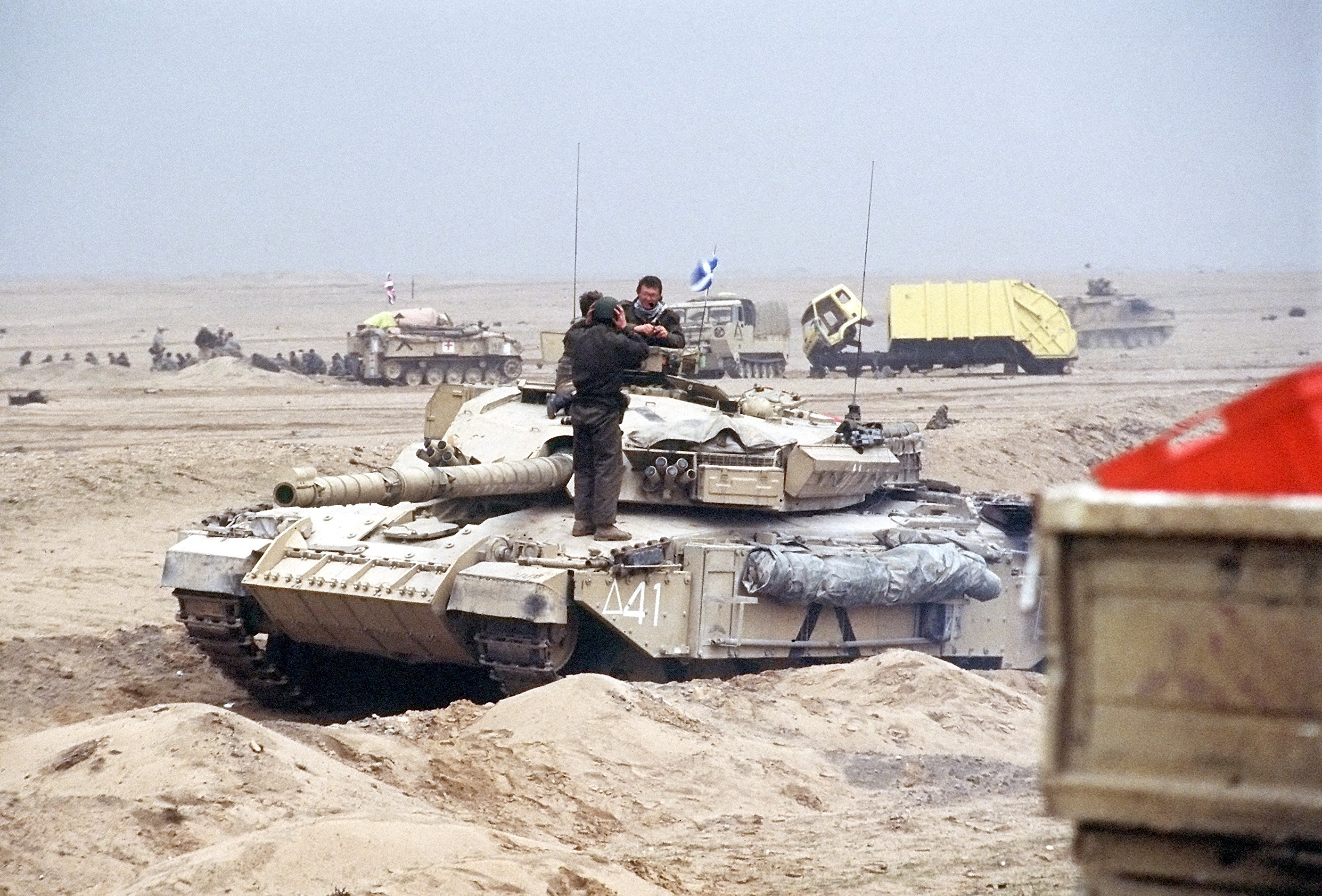
Challenger 1 cerca de la Ciudad de Kuwait.
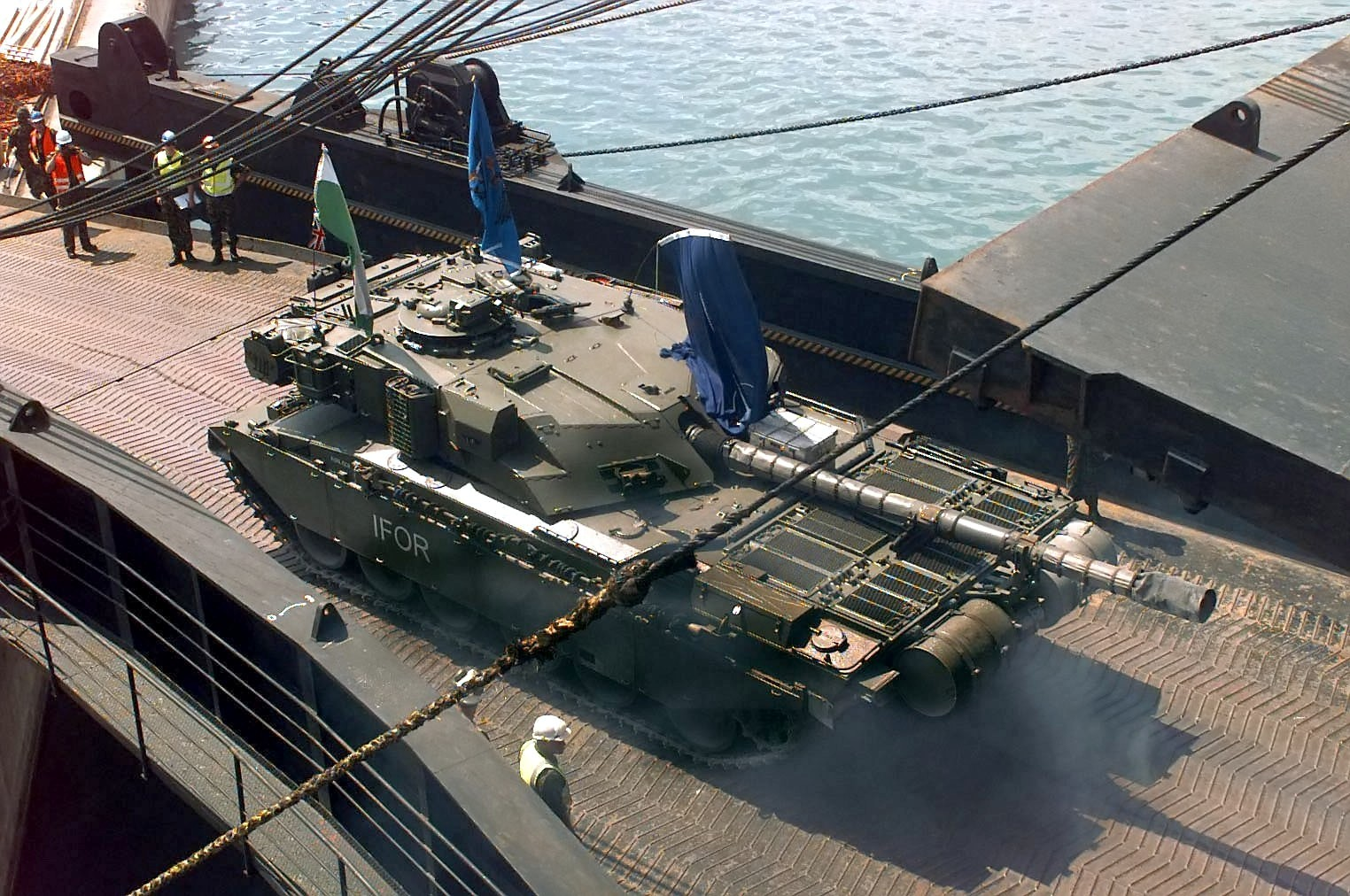
Challenger 1 del 1º The Queen's Dragoon Guards con insignias de la IFOR.
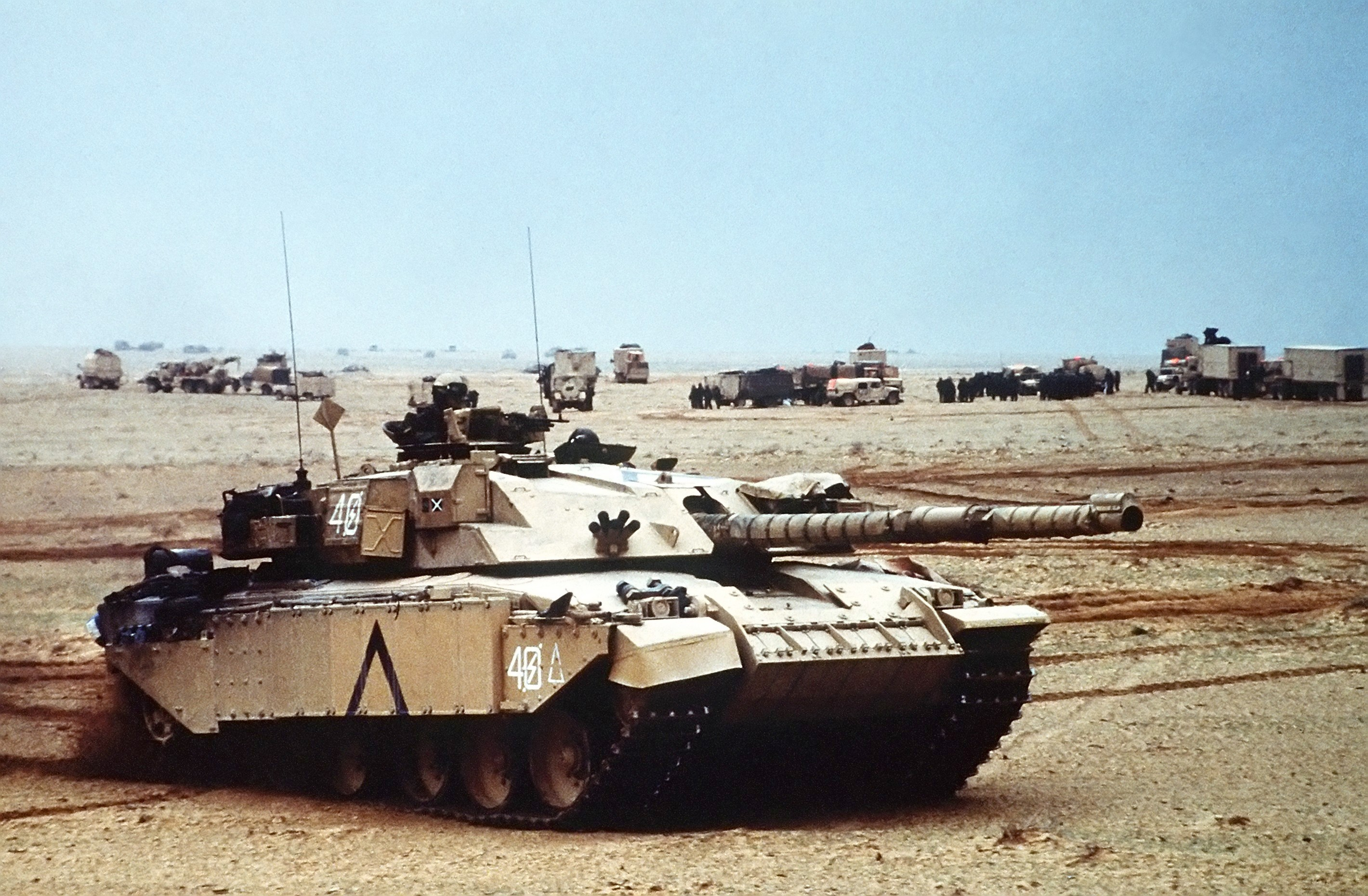
Challenger 1 durante la Guerra del Golfo

### Desarrollos relacionados
- FV 4201 Chieftain
- /// Al-Hussein
- Challenger 2

### Vehículos similares
- M60 Patton
- AMX-30
- Tipo 61
 Tipo 74
- OF-40
- T-72

### Listas relacionadas
- Anexo:Carros de combate principal por generación